# Ténai Petra
Ténai Petra (Kisvárda, 1993. március 3. –) magyar színésznő.

## Életpályája
Középiskolai tanulmányait a debreceni Ady Endre Gimnáziumban végezte. Az érettségi után a Földessy Margit Drámastúdióban, majd a Pesti Magyar Színiakadémián tanult tovább. 2015 és 2020 között a Színház- és Filmművészeti Egyetem hallgatója volt, színházrendező – fizikai színházi koreográfus-rendező szakirányon, Horváth Csaba osztályában. 2020-tól 2023-ig a nyíregyházi Móricz Zsigmond Színház tagja volt.

## Fontosabb színházi szerepei
- Anton Pavlovics Csehov: 3Nővér... Mása
- Mihail Afanaszjevics Bulgakov: A Mester és Margarita... Margarita
- Neil Simon – Cy Coleman – Dorothy Fields: Édes Charity... Helene
- Danny Rubin – Tim Minchin: Idétlen időkig... Debbie, szcientológus
- Tracy Letts: Augusztus Oklahomában... Ivy Weston, Bev és Violet lánya
- Szerb Antal: Utas és holdvilág... Millicent
- Szente Vajk: Legénybúcsú... Candy, a tündöklő fiatal sztár
- Fejes Endre – Presser Gábor: Jó estét nyár, jó estét szerelem... Karácsony Nagy Zsuzsanna

## Filmes és televíziós szerepei
- #Sohavégetnemérős (2016) ...Szilvi
- Drága örökösök (2020) ...Sminkes
- Doktor Balaton (2021–2022) ...Rita, pultos
- Brigi és Brúnó (2022–2023) ...Dóra
- Hazatalálsz (2024) ...Rendőr